# Apostelbalk

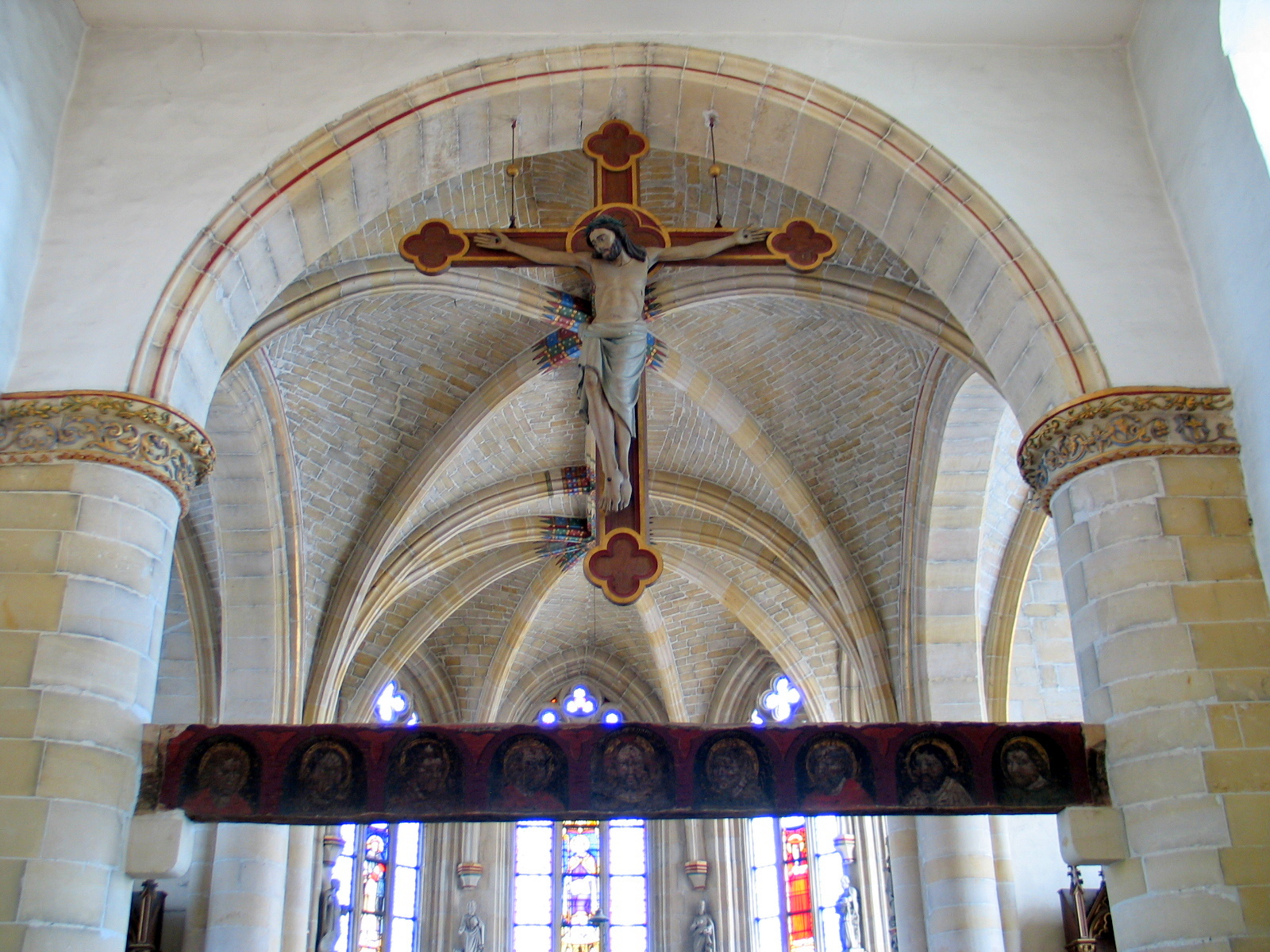
Apostelbalk met triomfkruis in de Sint-Martinuskerk te Berg (Tongeren)

Een apostelbalk is een gebeeldhouwde verbindingsbalk tussen de koorwanden in een kerkgebouw, waarop de twaalf apostelen zijn afgebeeld (meestal inclusief Jezus). De apostelbalk neemt de plaats in van een doksaal of een koorhek en heeft dezelfde functie: een visuele scheiding tussen het priesterkoor en het kerkschip. Vaak staat op de balk een triomfkruis met aan weerszijden een beeld van Maria en de apostel Johannes. Soms zijn daaraan nog twee beelden toegevoegd: twee vrouwen die verwijzen naar de kerk en de synagoge.
De meeste apostelbalken dateren uit de late middeleeuwen. Sommige bevinden zich thans in musea. In de Sint-Willibrordkerk in Utrecht, de Sint-Michaëlkerk in Maastricht-Heugem en de Sint-Martinuskerk in Berg bij Tongeren kan men een apostelbalk in situ bewonderen.